# Cranford (série télévisée)
Pour les articles homonymes, voir Cranford.
Cranford est une série télévisée britannique en cinq parties de 60 minutes réalisée par Simon Curtis et Steve Hudson, diffusée du 18 novembre au 16 décembre 2007 sur BBC One. Le scénario est inspiré de trois romans d'Elizabeth Gaskell : Cranford, My Lady Ludlow (en) et Mr. Harrison's Confessions (en). La série narre le quotidien des habitants de Cranford, bourgade imaginaire située dans le comté de Cheshire, et l'évolution de ce village, au cours de la deuxième moitié du XIXe siècle.
Une suite, Return to Cranford (en), a été diffusée en deux parties les 20 et 27 décembre 2009.
Cette série est inédite dans tous les pays francophones.

## Synopsis
Au début des années 1840, dans le village fictif de Cranford, dans le comté de Cheshire au Nord-ouest de l’Angleterre. Chronique sur les habitants de la classe moyenne à l’aise avec leur mode de vie traditionnel mais qui sont très à cheval sur la bienséance afin de maintenir une apparence de noblesse. Parmi eux se trouve la célibataire Deborah Jenkyns, sœur de Matty, et leur invitée de Manchester : Mary Smith. Octavia, leader de potins, les sœurs Tomkinson, Augusta et Caroline, Mme Forrester, qui soigne sa vache bien-aimée Bessie comme elle le ferait pour une fille. Mme Rose, la femme de ménage du Dr Harrison. Jessie Brown, qui rejette deux fois la proposition de mariage du Major Gordon malgré ses sentiments pour lui. Laurentia Galindo, une modiste qui croit fermement que les hommes et les femmes sont sur un pied d’égalité et l’honorable Mme Jamieson, une snob qui habille son chien dans des ensembles correspondant à sa propriétaire. Sophy Hutton, la fille aînée et mère substitution pour son frère et ses sœurs plus jeunes, qui est courtisée par le Dr Harrison, et Lady Ludlow dame aristocratique, qui vit dans la splendeur au château d'Hanbury et refuse de changer l’ordre des choses.
Les personnages masculins principaux sont le Dr Frank Harrison, épris de Sophie, qui devient involontairement la cible romantique de Mme Rose et de Caroline Tomkinson, qui souvent feint la maladie pour retenir son attention. Le capitaine Brown, un militaire dont le bon sens lui vaut une place d’autorité chez les femmes. Edmund Carter, le metayer des terres de Lady Ludlow, un réformateur qui préconise l’enseignement gratuit pour les enfants des milieux défavorisés. Harry Gregson, dix ans, le fils d’un pauvre braconnier. M. Carter le protège, lui apprend à lire et à écrire. Thomas Holbrook est le fidèle prétendant des Matty Jenkyns, considéré comme impropre par sa famille mais tient à renouveler sa relation avec elle. Le révérend Hutton, veuf avec quatre enfants, dont les convictions religieuses sont parfois en contradiction avec ses instincts de père, et Sir Charles Maulver, le magistrat local, nouveau directeur de la compagnie de chemin de fer.

## Distribution
Par ordre alphabétique :
- Francesca Annis : Lady Ludlow, aristocrate à la tête d'Hanbury Court
- Eileen Atkins : Deborah Jenkyns, gardienne de l'ordre moral à Cranford
- Claudie Blakley : Martha, servante des sœurs Jenkyns
- John Bowe : Dr Morgan, médecin
- Andrew Buchan : Jem Hearne, charpentier et fiancé de Martha
- Jim Carter : Captain Brown, ancien officier à la retraite
- Judi Dench : Matilda « Matty » Jenkyns, sœur de Deborah
- Lisa Dillon (en) : Mary Smith, une invitée des sœurs Jenkyns
- Alex Etel : Harry Gregson, un jeune homme de pauvre condition pris en charge par Edmund Carter
- Emma Fielding (en) : Laurentia Galindo
- Deborah Findlay (en) : Augusta Tomkinson
- Barbara Flynn (en) : Mrs Jamieson, une veuve aux prétentions aristocratiques
- Michael Gambon : Thomas Holbrook
- Philip Glenister : Edmund Carter, gestionnaire de Lady Ludlow
- Selina Griffiths (en) : Caroline Tomkinson
- Hannah Hobley (en) : Bertha
- Celia Imrie : Lady Glenmire
- Alex Jennings : Révérend Hutton
- Dean Lennox Kelly (en) : Job Gregson
- Lesley Manville : Mrs Rose
- Joseph McFadden : Dr Jack Marshland
- Julia McKenzie : Mrs Forrester
- Kimberley Nixon : Sophy Hutton
- Alistair Petrie : Major Gordon
- Julia Sawalha : Jessie Brown
- Martin Shaw : Peter Jenkyns, frère longtemps disparu des sœurs Jenkyns
- Imelda Staunton : Octavia Pole
- Finty Williams (en) : Clara Smith
- Greg Wise : Sir Charles Maulver
- Simon Woods : Dr Frank Harrison, nouveau docteur